# Warren Grove
Warren Grove es un municipio rural canadiense situado en la provincia de Isla del Príncipe Eduardo.

## Superficie
Warren Grove tiene una superficie de 10,16 km².

## Demografía
En 2021, tenía 374 habitantes, una densidad poblacional de 36,8 hab./km², y 141 viviendas.